# Najświętsza Maryja Panna Królowa Polski

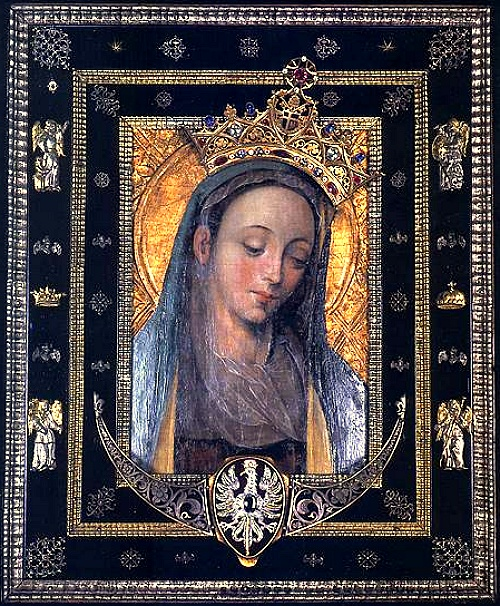
Matka Boża z Rokitna, Królowa Polski

Najświętsza Maryja Panna Królowa Polski – tytuł Marii z Nazaretu, używany przez polskich katolików.
Kult Maryi jako Najświętszej Maryi Panny Królowej Polski wyróżnia Kościół katolicki spośród innych wyznań chrześcijańskich w Polsce. Kult ma charakter ogólny i występuje w Polsce oraz w polskich parafiach przy skupiskach Polonii. Tytuł NMP Królowej Polski mówi o obecności NMP w historii polskiego narodu. Jan Długosz nazwał Maryję Panią świata i naszą. Tytuł Matki Bożej jako Królowej Polski sięga drugiej połowy XVI wieku. Wtedy to Grzegorz z Sambora po raz pierwszy nazywa Maryję Królową Polski i Polaków. 1 kwietnia 1656 w katedrze lwowskiej król Jan Kazimierz w sposób oficjalny ślubował przed wizerunkiem Matki Bożej Łaskawej: „Ciebie za patronkę moją i za Królową państw moich dzisiaj obieram”. W trzechsetną rocznicę ślubów Jana Kazimierza episkopat Polski z inicjatywy więzionego prymasa Stefana Wyszyńskiego dokonał ponownego zawierzenia całego kraju Maryi i odnowienia ślubów królewskich. 26 sierpnia 1956 roku ok. miliona wiernych na Jasnej Górze złożyło Jasnogórskie Śluby Narodu Polskiego.
3 maja w Kościele katolickim w Polsce obchodzona jest liturgiczna uroczystość Najświętszej Maryi Panny Królowej Polski.
Matka Boża Królowa Polski jest główną patronką archidiecezji częstochowskiej i przemyskiej, była też patronką archidiecezji lwowskiej.

## Historia
Treść tej sekcji może nie być zgodna z zasadami neutralnego punktu widzenia.
Dokładniejsze informacje o tym, co należy poprawić, być może znajdują się w dyskusji tej sekcji.
 Po wyeliminowaniu niedoskonałości należy usunąć szablon {{Dopracować}} z tej sekcji.

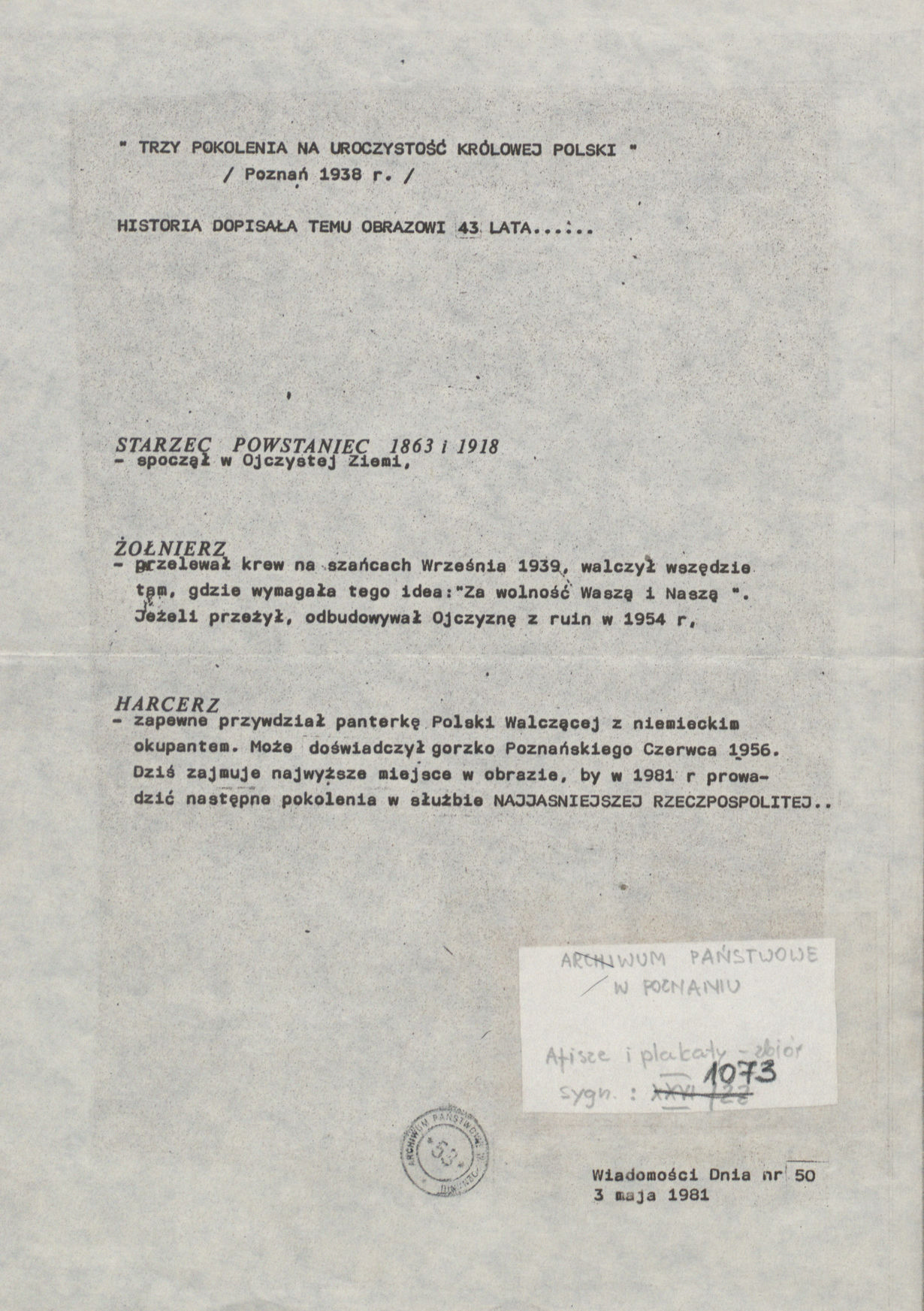
Ulotka – uroczystość Królowej Polski 1981 r. (miejsce przechowywania: Archiwum Państwowe w Poznaniu)

Historia rozkwitu kultu Maryi Królowej Polski wiąże się z okresem kontrreformacji.
- 14 sierpnia 1608 mieszkający w Neapolu włoski misjonarz, 71-letni ojciec Juliusz Mancinelli z zakonu jezuitów, miał objawienie Matki Bożej. Maryja poleciła mu, aby nazwał ją Królową Polski: A czemu mnie Królową Polski nie zowiesz? Ja to królestwo wielce umiłowałam i wielkie rzeczy dlań zamierzam, ponieważ osobliwą miłością ku Mnie pałają jego synowie. Następnie przebywającemu w Krakowie w katedrze na Wawelu, 8 maja 1610[7] Matka Boża objawiła mu się powtórnie[8], mówiąc: Jestem Królową Polski. Jestem matką tego narodu, który jest mi bardzo drogi. Wiadomość o tym objawieniu rozpoczęło szerzenie kultu Królowej Polski Wniebowziętej. Trzecie takie objawienie miało miejsce 15 sierpnia 1617 w Neapolu[9]. Treść tych objawień rozprowadzał m.in. kanclerz wielki litewski Albrycht Stanisław Radziwiłł z Nieświeża.
- 1635 r. – kanclerz wielki litewski Albrycht Stanisław Radziwiłł ogłosił światu, że Matka Boża według objawień jednego jezuity pragnie zostać Królową Polski. W książce pt.: „Dyskurs nabożny z kilku słów wzięty o wysławianiu Najświętszej Panny Bogurodzicy Mariey” na 250 str. powołuje się na osobistą znajomość z o. Juliuszem Mancinellim SJ i potwierdza, że właśnie jemu Maryja kazała nazywać się Królową Polski. W tym starodruku nawiązuje do objawień w Neapolu dn. 14 sierpnia 1608 i 15 sierpnia 1617 we Wniebowzięcie NMP, oraz w Krakowie 8 maja 1610 a dotyczących Polski. Wtedy dosłownie została nazwana: „Królowa Polski Wniebowzięta”.

Po Neapolu i Krakowie, Wilno było wtedy jezuicko-europejskim centrum rozgłaszania ww. godności. Obraz Matki Bożej Ostrobramskiej z 1620 r. stał się pierwszym wcielonym skutkiem objawień.
- 1640 r. – cystersi z Bledzewa (koło Międzyrzecza) podarowali cysterkom z Marienstern na Łużycach obraz Matki Bożej z godłem królów polskich na piersi.
- 27 czerwca 1651 król Jan Kazimierz otrzymał dzień przed wielką zwycięską bitwą pod Beresteczkiem obraz Matki Bożej Łaskawej od nuncjusza papieża Innocentego.
- 1655 r. – obrona Jasnej Góry przed Szwedami dokonała się według ówczesnej opinii katolickiej za sprawą Maryi.

Odejście Szwedów od Jasnej Góry, o którym król Jan Kazimierz dowiedział się w Krośnie, wpłynęło na nazwanie Matki Bożej Królową Polski.
- 1 kwietnia 1656 r. król Jan Kazimierz w katedrze we Lwowie otoczony biskupami, senatorami w obecności legata papieskiego złożył swe śluby przed obrazem Matki Bożej Łaskawej Domagalickiej[10] i uroczyście ogłosił Maryję Królową Korony Polskiej. Wtedy też po raz pierwszy, podczas publicznego odmawiania litanii loretańskiej przez nuncjusza papieskiego Piotra Vidoniego, padło trzykrotnie powtórzone wezwanie: Królowo Korony Polskiej, módl się za nami.
- 1671 r. – król Michał Korybut Wiśniowiecki umieścił godło Polski na cudownym wizerunku Matki Bożej z Rokitna.
- 8 września 1717 koronacja koronami papieskimi obrazu Matki Bożej Częstochowskiej jako pierwsza na prawach papieskich poza Rzymem[11].
- Sejm koronacyjny 1764 w ustawie Forteca Częstochowska nazwał Marię Pannę swoją Najświętszą Królową[12].
- 25 listopada 1908 na prośbę św. Józefa Bilczewskiego, Pius X wydał dekret, w którym potwierdził kult, pozwolił obchodzić święto NMP jako Królowej Korony Polskiej i ustanowił liturgiczne święto Królowej Korony Polskiej dla archidiecezji lwowskiej i diecezji przemyskiej, wyznaczając je na pierwszą niedzielę maja na pamiątkę ślubów Jana Kazimierza[13].
- 29 listopada 1908 Pius X pozwolił na wpisanie do litanii loretańskiej stałego wezwania „Królowo Korony Polskiej” dla diecezji lwowskiej i przemyskiej[14].
- 1910 – ogłoszenie przez Pius X Matki Bożej Królowej Korony Polskiej główną patronką archidiecezji lwowskiej[15].
- 22 maja 1910 druga koronacja koronami papieskimi – Piusa X[16].
- 1914 – obchody zostały przeniesione na dzień 2 maja.
- 14 stycznia 1920 po dwukrotnych prośbach episkopatu Polski, papież Benedykt XV rozszerzył na całą Polskę wezwanie Królowo Korony Polskiej w litanii loretańskiej[17].
- 27 lipca 1920 episkopat Polski wobec najazdu sowieckiego 1920 ponownie wybiera Maryję na Królową Polski[18].
- 12 października 1923 Kongregacja Obrzędów wyznaczyła święto Matki Bożej Królowej Polski na 3 maja[18][4], a do litanii loretańskiej oficjalnie dołączono wezwanie Królowo Korony Polskiej, które po II wojnie światowej zostało przekształcone na „Królowo Polski”[19].
- W 1925 Pius XI rozszerzył święto NMP Królowej Polski na wszystkie diecezje w Polsce[20].
- W 1926 pielgrzymka polskich kobiet w podzięce za Bitwę Warszawską ofiarowała Matce Bożej na Jasnej Górze berło i jabłko, jako znak królewskiej godności[20].
- 15 stycznia 1930 Pius XI podniósł święto do rangi I klasy z oktawą w diecezji lwowskiej, przemyskiej i częstochowskiej, które też otrzymało własny formularz mszalny i oficjum, a w pozostałych diecezjach było świętem II klasy.
- 16 maja 1956, w dniu św. Andrzeja Boboli, ks. kard. Stefan Wyszyński internowany w Komańczy, napisał ponowienie ślubów lwowskich[21], które wpłynęło znacznie na odnowę w Polsce.
- 26 sierpnia 1956 Episkopat Polski dokonał aktu odnowienia ślubów lwowskich, które 300 lat wcześniej dokonał król Polski Jan Kazimierz[6].
- 1962 – Jan XXIII ogłosił NMP Królową Polski główną patronką Polski, a święto NMP Królowej Polski stało się świętem I klasy we wszystkich diecezjach polskich.
- 1969 Paweł VI na prośbę prymasa Stefana Wyszyńskiego podniósł święto do rangi uroczystości.
- 1 kwietnia 2005 Jan Paweł II ofiarował i poświęcił nowe złote korony dla obrazu Matki Bożej Królowej Polski[22].